# MMA 507
Az MMA 507 sír, más néven a lemészárolt katonák sírja egy ókori egyiptomi sír Dejr el-Bahariban, az ókori Théba nekropoliszában. A thébai nekropolisz a mai Luxorral szemben, a Nílus nyugati partján helyezkedik el. A sírban körülbelül 60 lemészárolt katona holttestét találták meg, a XII. dinasztia korából.
A sírt Herbert E. Winlock fedezte fel 1923-ban, majd tárta fel 1926–27-ben, a Metropolitan Művészeti Múzeum egyiptomi ásatásai során (lásd még: MMA sírok). A sír Heti kincstárnok sírja, az MMA 508 közelében található. Már az ókorban kirabolták. A katonákat, akiknek a holtteste a sírban hevert, lenyilazták, Winlock észrevételei szerint közelharc nyomai egyikük testén sem látszanak. Több katonának a neve is azonosítható volt: Ameni, Szobekhotep, Szobeknaht, Intef, Intefiker, Montuhotep, Szenuszert.
Winlock a sírt a XI. dinasztia korára, II. Montuhotep uralkodásának idejére datálta, a mai tudósok Carola Vogel datálását fogadják el, mely szerint a XII. dinasztia korára, valószínűleg I. Szenuszert uralkodási idejére tehető.

## Lásd még
- MMA sírok listája

## Fordítás
- Ez a szócikk részben vagy egészben  a   MMA 507 című angol Wikipédia-szócikk ezen változatának fordításán alapul.  Az eredeti cikk szerkesztőit annak laptörténete sorolja fel. Ez a jelzés csupán a megfogalmazás eredetét és a szerzői jogokat jelzi, nem szolgál a cikkben szereplő információk forrásmegjelöléseként.